# Llista de comtats de Nou Mèxic

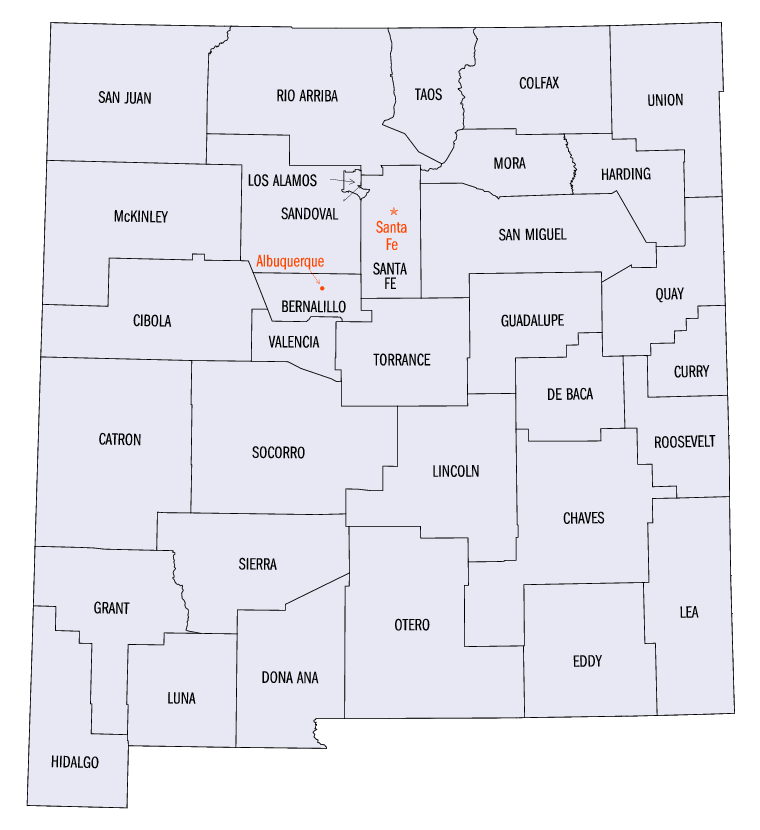
Mapa dels comtats de l'estat de Nou Mèxic.

L'estat nord-americà de Nou Mèxic s'organitza en trenta-tres comtats.
El comtat més poblat de l'estat és el comtat de Bernalillo amb més de 670.000 habitants segons l'estimació del cens de 2024, mentre que el comtat de Harding és el menys poblat amb poc més de 635 habitants. Catron és el comtat més extens amb una superfície de 17.940 km²  mentre que el de Los Alamos és el de menys extensió amb només 280 km² de superfície.
L'abreviació postal de Nou Mèxic és NM i el seu codi FIPS d'estat és el 35.

## Història
El Territori de Nou Mèxic es va organitzar el setembre de 1850. El 1852 es van crear els primers nou comtats del territori:  Bernalillo, Doña Ana, Rio Arriba, San Miguel, Santa Ana, Santa Fe, Socorro, Taos i Valencia. El comtat de Mora es va crear el 1860. Després de la compra de Gadsden de 1853-1854, la part més al nord-est del Territori de Nou Mèxic va ser cedida al nou Territori de Colorado el febrer de 1861, abans que la meitat occidental es reorganitzés com el Territori d'Arizona el febrer de 1863, establint els límits actuals de Nou Mèxic.
El comtat de Grant es va crear el 1868, seguit dels comtats de Colfax i Lincoln el 1869. El 1876, el comtat de Santa Ana va ser absorbit pel comtat de Bernalillo. Es van crear 14 comtats més entre 1884 i 1909, fet que va elevar el nombre total a 26.
Nou Mèxic va ser admès a la Unió com el 47è estat el 6 de gener de 1912. Els comtats de De Baca i Lea van ser creats el 1917, seguits del comtat d'Hidalgo el 1920 i els comtats de Catron i Harding el 1921. El comtat de Los Alamos va ser creat el 1949 i finalment el comtat de Cibola el 1981, fet que va elevar el nombre total de comtats als 33 actuals.

## Comtats actuals
| Nom del comtat | Seu del comtat        | Data de creació | Origen                                                         | Etimologia del nom | Població (2024) | Superfície | Mapa                 |
| -------------- | --------------------- | --------------- | -------------------------------------------------------------- | --- | --------------- | ---------- | -------------------- |
| Bernalillo     | Albuquerque           | 1852            | Un dels nou comtats originals.                                 | Per la la ciutat de Bernalillo, que actualment ja no forma part del comtat. | 671.747         | 3.020 km²  | Comtat de Bernalillo |
| Catron         | Reserve               | 1921            | A partir del comtat de Socorro.                                | Per Thomas B. Catron, advocat de Santa Fe i el primer senador dels Estats Units de Nou Mèxic. | 3.795           | 17.943 km² | Comtat de Catron     |
| Chaves         | Roswell               | 1889            | A partir del comtat de Lincoln.                                | Per José Francisco Chaves, coronel de l'exèrcit dels Estats Units a Nou Mèxic durant la Guerra civil. | 63.697          | 15.724 km² | Comtat de Chaves     |
| Cibola         | Grants                | 1981            | A partir dels comtats de Catron, McKinley, Socorro i Valencia. | Per la ciutat llegendària de Cíbola. | 26.686          | 11.759 km² | Comtat de Cibola     |
| Colfax         | Raton                 | 1869            | A partir del comtat de Mora.                                   | Per Schuyler Colfax, dissetè vicepresident dels Estats Units. | 12.307          | 9.731 km²  | Comtat de Colfax     |
| Curry          | Clovis                | 1909            | A partir dels comtats de Quay i Roosevelt.                     | Per George Curry, governador del Territori de Nou Mèxic. | 47.156          | 3.642 km²  | Comtat de Curry      |
| De Baca        | Fort Sumner           | 1917            | A partir dels comtats de Chaves i Guadalupe.                   | Per Ezequiel Cabeza De Baca, segon governador de l'estat. | 1.657           | 6.022 km²  | Comtat de De Baca    |
| Doña Ana       | Las Cruces            | 1852            | Un dels nou comtats originals.                                 | Per Doña Ana Robledo, una dona espanyola del segle XVII coneguda per les seves donacions benèfiques a la població nadiua. | 229.366         | 9.860 km²  | Comtat de Doña Ana   |
| Eddy           | Carlsbad              | 1887            | A partir del comtat de Lincoln.                                | Per Charles Eddy, ramader i promotor immobiliari de la zona. | 61.436          | 10.831 km² | Comtat d'Eddy        |
| Grant          | Silver City           | 1868            | A partir del comtat de Doña Ana.                               | Per Ulysses S. Grant, divuitè president dels Estats Units. | 27.541          | 10.272 km² | Comtat de Grant      |
| Guadalupe      | Santa Rosa            | 1891            | A partir del comtat de San Miguel.                             | Per la Nostra Senyora de Guadalupe. | 4.385           | 7.850 km²  | Comtat de Guadalupe  |
| Harding        | Mosquero              | 1921            | A partir dels comtats de Mora i Union.                         | Per Warren G. Harding, 29è president dels Estats Units. | 635             | 5.506 km²  | Comtat de Harding    |
| Hidalgo        | Lordsburg             | 1920            | A partir del comtat de Grant.                                  | Pel Tractat de Guadalupe-Hidalgo, tractat de pau que posà fi a la Guerra de Mèxic-Estats Units. | 3.966           | 8.925 km²  | Comtat d'Hidalgo     |
| Lea            | Lovington             | 1917            | A partir dels comtats de Chaves i Eddy.                        | Per Joseph Calloway Lea, fundador de l'Acadèmia Militar de Nou Mèxic. | 75.151          | 11.378 km² | Comtat de Lea        |
| Lincoln        | Carrizozo             | 1869            | A partir del comtat de Socorro.                                | Per Abraham Lincoln, setzè president dels Estats Units. | 20.025          | 12.512 km² | Comtat de Lincoln    |
| Los Alamos     | Los Alamos            | 1949            | A partir dels comtats de Sandoval i Santa Fe.                  | Per la població de Los Alamos, que al seu torn és el nom castellà que fa referència als pollancres o àlbers. Alternativament, "Los Alamos" podria referir-se als grans bosquets de Populus tremuloides que s'intercalen al bosc de coníferes als vessants de les muntanyes per sobre de la població. | 19.675          | 282 km²    | Comtat de Los Alamos |
| Luna           | Deming                | 1901            | A partir dels comtat de Doña Ana i Grant.                      | Per Solomon Luna, el terratinent més gran del comtat en el moment de la seva creació. | 25.878          | 7.679 km²  | Comtat de Luna       |
| McKinley       | Gallup                | 1899            | A partir del comtat de Bernalillo.                             | Per William McKinley, 25è President dels Estats Units. | 68.945          | 14.113 km² | Comtat de McKinley   |
| Mora           | Mora                  | 1860            | A partir del comtat de Taos.                                   | Per la ciutat de Mora, que al seu torn pren el nom del fruit de la morera, la mora. | 4.096           | 5.001 km²  | Comtat de Mora       |
| Otero          | Alamogordo            | 1899            | A partir dels comtats de Doña Ana i Lincoln.                   | Per Miguel Antonio Otero, delegat territorial al Congrés dels Estats Units o pel seu fill Miguel Antonio Otero II, 16è governador del Territori de Nou Mèxic. | 69.711          | 17.164 km² | Comtat d'Otero       |
| Quay           | Tucumcari             | 1903            | A partir del comtat de Guadalupe.                              | Per Matthew Quay, sendor per Pennsilvània que va donar suport a la condició d'estat de Nou Mèxic. | 8.403           | 7.394 km²  | Comtat de Quay       |
| Rio Arriba     | Tierra Amarilla       | 1852            | Un dels nou comtats originals.                                 | Per la seva ubicació a la part alta del Rio Grande. | 39.955          | 15.172 km² | Comtat de Rio Arriba |
| Roosevelt      | Portales              | 1903            | A partir dels comtats de Chaves i Guadalupe.                   | Per Theodore Roosevelt, sisè president dels Estats Units. | 18.713          | 6.343 km²  | Comtat de Roosevelt  |
| Sandoval       | Bernalillo            | 1903            | A partir del comtat de Bernalillo.                             | Per la família Sandoval, terratinents espanyols del segle XVII. | 157.757         | 9.609 km²  | Comtat de Sandoval   |
| San Juan       | Aztec                 | 1887            | A partir del comtat de Rio Arriba.                             | Pel riu San Juan, tributari del riu Colorado. | 120.817         | 14.281 km² | Comtat de San Juan   |
| San Miguel     | Las Vegas             | 1852            | Un dels nou comtats originals.                                 | Per l'església San Miguel de Bado, primera de la zona. | 26.428          | 12.217 km² | Comtat de San Miguel |
| Santa Fe       | Santa Fe              | 1852            | Un dels nou comtats originals.                                 | Per la ciutat de Santa Fe, el nom complet en castellà de la qual és "La Villa Real de la Santa Fe de San Francisco de Assis". | 157.765         | 4.944 km²  | Comtat de Santa Fe   |
| Sierra         | Truth or Consequences | 1884            | A partir dels comtats de Doña Ana i Socorro.                   | Possiblement per la Black Range, en castellà "range" és "sierra". | 11.389          | 10.826 km² | Comtat de Sierra     |
| Socorro        | Socorro               | 1852            | Un dels nou comtats originals.                                 | Probablement per Nuestra Señora de Perpetuo Socorro, primera missió catòlica de la zona. | 15.967          | 17.216 km² | Comtat de Socorro    |
| Taos           | Taos                  | 1852            | Un dels nou comtats originals.                                 | Per la ciutat de Taos, i aquesta per la tribu ameríndia Pueblo de Taos. La paraula "taos" vol dir "salze vermell" en la llengua tiwa. | 34.482          | 5.706 km²  | Comtat de Taos       |
| Torrance       | Estancia              | 1903            | A partir dels comtats de Bernalillo, Socorro i Valencia.       | Per Francis J. Torrance, instaurador del Ferrocarril Central de Nou Mèxic. | 15.986          | 8.664 km²  | Comtat de Torrance   |
| Union          | Clayton               | 1893            | A partir dels comtats de Colfax, Mora i San Miguel.            | Anomenat així per la "unió" dels tres comtats que van cedir terres per formar el nou comtat. | 3.926           | 9.920 km²  | Comtat de Union      |
| Valencia       | Los Lunas             | 1852            | Un dels nou comtats originaris.                                | Per la població de Valencia del mateix comtat, i aquesta per la població de València. | 80.813          | 2.766 km²  | Comtat de Valencia   |

## Comtats proposats
- Comtat de Santa Fe (1848–1850), mai organitzat, incloïa la part de Nou Mèxic a l'est del Rio Grande, excepte el sud-est de Nou Mèxic a l'est del riu Pecos i al sud del riu Prairie Dog Town Fork, així com la regió de Trans-Pecos i la major part de les regions Panhandle de Texas, l'Oklahoma Panhandle i parts de Colorado, Kansas i Wyoming. Abans que Texas cedís les seves terres occidentals al govern federal després del Compromís de 1850, els comtats d'El Paso i Worth es van crear breument a partir del comtat de Santa Fe al centre-sud de Nou Mèxic, entre el Rio Grande i el Pecos.

## Comtats històrics
Durant la història de l'estat només s'ha eliminat un comtat:
- Comtat de Santa Ana. Creat el 22 de setembre de 1846 a partir d'un antic partido del govern mexicà com un dels set comtats originals de Nou Mèxic segons el codi de lleis de Kearny per al territori mexicà ocupat.[10] el 9 de gener de 1852 es van redefinir tots els vomtats de Nou Mèxic i el comtat de Santa Ana es va estendre cap a l'oest fins a la frontera amb Califòrnia, incloent-hi terres a l'actual Arizona i Nevada.[11][12] El 29 de desembre de 1863 amb la creació de l'estat d'Arizona a partir de la meitat occidental del Territori de Nou Mèxic, el comtat de Santa Ana es va reduir de mida.[13] Finalment va ser absorbit pel comtat de Bernalillo el 13 de gener de 1876.[14]
- El comtat d'Arizona (Territori de Nou Mèxic) s'esmenta al cens dels Estats Units de 1860.*[15]
- El comtat de Mesilla apareix al mapa territorial de la dècada de 1860 que abasta l'àrea dels actuals Dona Aña, Grant, Hidalgo, Luna i Sierra a l'oest del Rio Grande.